# Freie-Partie-Weltmeisterschaft 1930

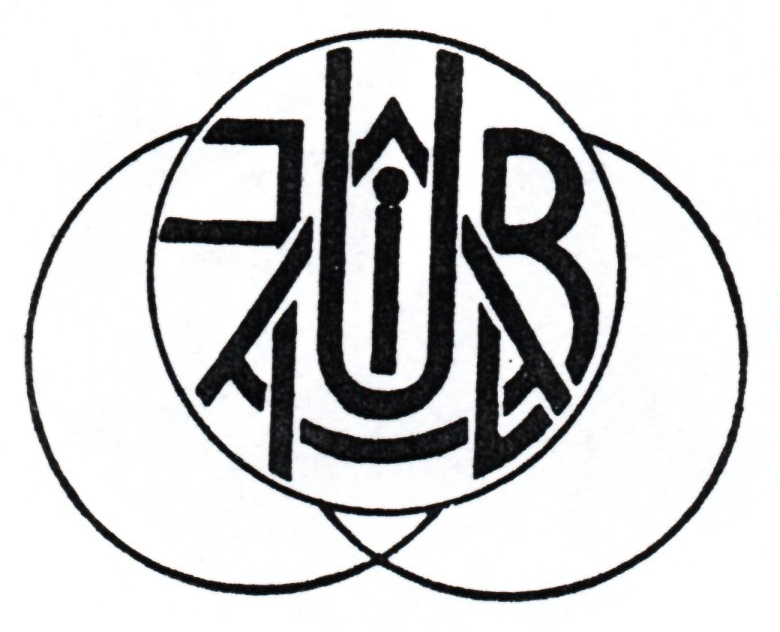
Logo UIFAB (ausrichtender Verband)

Veranstaltungsort: Barcelona

Die Freie-Partie-Weltmeisterschaft 1930 war die dritte UIFAB-Weltmeisterschaft in der Freien Partie. Das Turnier fand vom 24. Februar bis zum 1. März in Barcelona in Spanien statt.

## Geschichte
Erstmals wurde eine Weltmeisterschaft in der Freien Partie mit 10 Teilnehmern gespielt. Es wurden in diesem Turnier wieder alle alten Weltrekorde überboten. Gleich in der Vorrunde gelang es dem Spanier Juan Butrón den Weltrekord seines Landmannes Raimundo Vives in der besten Einzel-Partie (BED) auf 166,66 zu verbessern. In der Endrunde gelang es Butrón in der Partie gegen Jan Dommering in der fünften Aufnahme die Partie mit einer Schußserie von 491 zu beenden. Das war auch ein neuer Weltrekord in der Höchstserie (HS). Den dritten Weltrekord stellte der neue und alte Weltmeister Edmond Soussa auf. Er verbesserte seinen alten Weltrekord im Generaldurchschnitt (GD) aus dem Jahr 1928 auf 33,44.

## Turniermodus
Es wurde in zwei Gruppen à fünf Spieler in einer Vorrunde im Round Robin Modus gespielt. Die letzten beiden jeder Gruppe schieden aus. Die restlichen acht Spieler spielten im Round Robin Modus gegeneinander der Weltmeistertitel aus. Die Partien gegen die ausgeschiedenen Spieler wurden in der Endrunde nicht gewertet. Bei Punktegleichstand wird in folgender Reihenfolge gewertet:
1. MP = Matchpunkte
2. GD = Generaldurchschnitt
3. HS = Höchstserie

## Vorrunde
| MP    | Match Points (Sieger = 2; Unentschieden = 1; Verlierer = 0) |
| Pkte. | Erzielte Karambolagen                                       |
| Aufn. | Benötigte Versuche                                          |
| GD    | Generaldurchschnitt                                         |
| BED   | Bester Einzeldurchschnitt eines Spielers                    |
| HS    | Höchstserie                                                 |
|       | Bester GD des Turniers                                      |
|       | Bester ED des Turniers                                      |
|       | Beste HS des Turniers                                       |
|       | 1. Platz (Gold)                                             |
|       | 2. Platz (Silber)                                           |
|       | 3. Platz (Bronze)                                           |

| Platz                      | Name           | MP  | Pkte. | Aufn. | GD    | BED   | HS  |
| -------------------------- | -------------- | --- | ----- | ----- | ----- | ----- | --- |
| 1                          | Théo Moons     | 8:0 | 2000  | 77    | 25,97 | 50,00 | 248 |
| 2                          | Edmond Soussa  | 6:2 | 1744  | 79    | 22,07 | 35,71 | 164 |
| 3                          | Jan Dommering  | 4:4 | 1523  | 120   | 12,69 | 26,31 | 162 |
| 4                          | Ludwig Meyer   | 2:6 | 1266  | 73    | 17,34 | 45,45 | 284 |
| 5                          | Jan W. Verloop | 0:8 | 1103  | 122   | 9,04  | –     | 130 |
| Gruppendurchschnitt: 16,21 |                |     |       |       |       |       |     |

| Platz                      | Name             | MP  | Pkte. | Aufn. | GD    | BED    | HS  |
| -------------------------- | ---------------- | --- | ----- | ----- | ----- | ------ | --- |
| 1                          | Raimundo Vives   | 6:2 | 1939  | 56    | 34,62 | 45,45  | 420 |
| 2                          | Juan Butrón      | 4:4 | 1842  | 71    | 23,94 | 166,66 | 483 |
| 3                          | Alfredo Ferraz   | 4:4 | 1860  | 104   | 17,88 | 41,66  | 336 |
| 4                          | Jean Albert      | 4:4 | 1602  | 102   | 15,70 | 11,36  | 223 |
| 5                          | Rudolphe Agassiz | 2:6 | 1316  | 97    | 13,56 | 16,12  | 177 |
| Gruppendurchschnitt: 19,90 |                  |     |       |       |       |        |     |

## Abschlusstabelle
| Platz                                  | Name             | MP   | Pkte. | Aufn. | GD    | BED    | HS  |
| -------------------------------------- | ---------------- | ---- | ----- | ----- | ----- | ------ | --- |
| 1                                      | Edmond Soussa    | 12:2 | 3244  | 97    | 33,44 | 62,50  | 217 |
| 2                                      | Théo Moons       | 10:4 | 3108  | 102   | 30,47 | 100,00 | 292 |
| 3                                      | Alfredo Ferraz   | 10:4 | 3148  | 132   | 23,66 | 50,00  | 365 |
| 4                                      | Juan Butrón      | 8:6  | 3293  | 112   | 29,40 | 100,00 | 491 |
| 5                                      | Raimundo Vives   | 6:8  | 2699  | 94    | 28,71 | 125,00 | 463 |
| 6                                      | Jean Albert      | 6:8  | 3005  | 120   | 25,04 | 29,41  | 211 |
| 7                                      | Jan Dommering    | 2:12 | 1831  | 101   | 18,12 | 26,31  | 162 |
| 8                                      | Ludwig Meyer     | 2:12 | 2104  | 144   | 14,61 | 14,28  | 163 |
| Turnierdurchschnitt: 24,79 (Endrunde)  |                  |      |       |       |       |        |     |
| 9                                      | Rudolphe Agassiz | 2:6  | 1316  | 97    | 13,56 | 16,12  | 177 |
| 10                                     | Jan W. Verloop   | 0:8  | 1103  | 122   | 9,04  | –      | 130 |
| Turnierdurchschnitt: 21,37 (Insgesamt) |                  |      |       |       |       |        |     |